# Donji Adrovac
Donji Adrovac (en serbe cyrillique : Доњи Адровац) est un village de Serbie situé dans la municipalité d'Aleksinac, district de Nišava. Au recensement de 2011, il comptait 735 habitants.

## Démographie

### Évolution historique de la population
| 1948 | 1953 | 1961 | 1971 | 1981 | 1991 | 2002 | 2011 |
| ---- | ---- | ---- | ---- | ---- | ---- | ---- | ---- |
| 923  | 895  | 906  | 881  | 948  | 850  | 761  | 735  |

|  |